# Большая Песчанка (приток Илека)
Большая Песчанка — река в России, протекает по Соль-Илецкому и Илекскому районам Оренбургской области.Длина реки составляет 47 км.
Начинается у развалин хутора Садовый. Течёт в общем западном направлении по безлесой местности в овраге с крутыми берегами. У хутора Братского поворачивает на юго-запад, протекает через деревню Песчанка. Устье реки находится в 103 км по правому берегу реки Илек на высоте около 70,5 метров над уровнем моря. На всём протяжении пересыхает. Имеется несколько прудов.

## Данные водного реестра
По данным государственного водного реестра России относится к Уральскому бассейновому округу, водохозяйственный участок реки — Илек. Речной бассейн реки — Урал (российская часть бассейна).
Код объекта в государственном водном реестре — 12010000912112200009359.